# Palluel
Palluel település Franciaországban, Pas-de-Calais megyében. Lakosainak száma 562 fő (2022. január 1.). Palluel Arleux, Écourt-Saint-Quentin és Oisy-le-Verger községekkel határos.

## Népesség
A település népességének változása:
| Lakosok száma | 549  | 553  | 576  | 563  | 566  | 570  | 573  | 566  | 562  |
|               | 2013 | 2015 | 2016 | 2017 | 2018 | 2019 | 2020 | 2021 | 2022 |